# Banda Bassotti
La Banda Bassotti, conosciuta anche come Anonima Bassotti o più semplicemente i Bassotti (in inglese Beagle Boys), è un gruppo di personaggi immaginari dei fumetti e cartoni animati Disney, creati da Carl Barks nel 1951 quando apparvero nella storia Paperino e la banda dei segugi. Appartengono alla schiera di cattivi del mondo dei Paperi.
I Bassotti sono una banda di malviventi di Paperopoli, il cui obiettivo principale è rubare denaro a Paperon de' Paperoni e non solo. Sono generalmente rappresentati come fratelli, mentre secondo Don Rosa sono un gruppo di fratelli e cugini; il numero dei membri della banda varia da storia a storia. Non si conoscono i loro nomi, ma soltanto il numero di riconoscimento carcerario impresso sulla targa che ciascuno di essi porta in bella mostra sul petto.

## Descrizione
I Bassotti sono rappresentati generalmente come cani antropomorfi di razza beagle che indossano abitualmente delle mascherine nere sul viso, un berretto, e un maglione su cui portano una targa con il loro numero di matricola carceraria. Tale numero comincia con 176- e prosegue con una permutazione delle cifre 1, 6 e 7, il che genera sei combinazioni: 176-617, 176-761, 176-176, 176-671, 176-716 e 176-167. Il numero dei Bassotti varia però da storia a storia, e sia Barks che molti suoi epigoni ne rappresentano più di sei, il che rende necessario coprire le targhe di alcuni membri quando compaiono tutti in una sola vignetta: questo è particolarmente evidente nelle storie di Don Rosa, che usa sette Bassotti, e ci fornisce qualche particolare in più nella storia Bassotti contro Deposito scritta nel 2001 per celebrare i 50 anni della banda; in essa veniamo a sapere che i sette Bassotti sono cugini. In Italia però, sin dagli anni sessanta i giovani Bassotti di Paperopoli sono generalmente tre: 176-617, 176-761 e 176-176, che vivono in compagnia del loro nonno e patriarca, Nonno Bassotto.
I Bassotti sono identici sia nell'aspetto fisico che nel carattere, con qualche eccezione: il Bassotto 176-167 di Barks era golosissimo di prugne, come viene rivelato in due storie di Carl Barks (Paperino e l'isola del cavolo del 1954 e Zio Paperone e la meraviglia scientifica del 1965) e in numerose storie di Don Rosa. Il Bassotto 176-176, ancora usato, è un grande fan di Paperinik, ma espone questa sua idolatria solo in due storie, mentre in Miss Paperett e il malaugurato batticuore (2006) si è innamorato nientemeno che della segretaria di Paperone.
L'aspetto dei Bassotti cambia notevolmente a seconda del disegnatore. I disegnatori americani li raffigurano tarchiati e corpulenti, mentre alcuni loro colleghi italiani (in particolare Giorgio Cavazzano) li rendono molto più snelli e atletici. Altri autori italiani (come Luciano Bottaro e Giulio Chierchini) li rappresentano come grassocci e con la barba incolta.
I Bassotti vivono alla periferia di Paperopoli in modeste condizioni economiche: la loro base è una baracca di legno, sostituita dagli anni '70 da una roulotte un po' malconcia. Infine vi sono storie in cui i Bassotti appaiono come una vasta organizzazione criminale con ramificazioni (e parenti) in tutto il mondo. La Banda Bassotti è occasionalmente protagonista di alcune storie anche senza la presenza di Paperone.

## Elenco dei Bassotti dotati di particolarità
Forse il solo Guido Martina ha presentato dei Bassotti con il rispettivo nome: Gionni e Gianni Bassotti (in "Paperino a Botte o Risposte", 1956) e Basso Bassotto (in "Paperino e il Natale Natalizio", 1958). Nel corso degli anni sono stati ideati innumerevoli membri aggiuntivi della Banda Bassotti, ma la maggior parte di essi compaiono in una sola storia. Alcuni membri che appaiono in più storie sono:
- Intellettuale-176 (Intellectual-176):  conosciuto anche come I-176, è un Bassotto neolaureato, è il membro della famiglia individuabile più ricorrente, rappresentato generalmente con occhiali spessi e tocco accademico. Soprattutto ideatore e coordinatore di piani criminali, Intellettuale-176 viene rappresentato in alcune storie come un inventore quasi al livello di Archimede Pitagorico. Sostituisce a volte Nonno Bassotto o lo affianca come guida della banda. Compare per la prima volta nella storia I Bassotti e l'attacco subdolo (1967), scritta da Vic Lockman e disegnata da Pete Alvarado.
- Padrino Algebrik: una specie di Padrino identico a Nonno Bassotto, salvo per la barba che gli copre soltanto il mento. La targa del Padrino prima era indicata con il segno delle quattro operazioni matematiche, +-×÷, per poi avere il numero 789-987.

Egli compare solo in due avventure di Paperinik.
- Nonna Bassotta (Granny Beagle), apparsa per la prima volta nella tavola autoconclusiva Le avventure dei Bassotti (1967), scritta da un autore ignoto e disegnata da Tony Strobl.
- In alcune storie più datate, il loro animale domestico era un gatto chiamato Mitraglia (Ratty). Compare per la prima volta nella storia I Bassotti e il crollo del record (1966), scritta da un autore ignoto e disegnata da Tony Strobl.
- Un altro animale domestico, presente soprattutto nelle storie italiane, è un cane bassotto chiamato Ottoperotto, che pur non essendo antropomorfo indossa una mascherina nera sul viso, un berretto, e un maglione con il numero di matricola 64, che è il risultato della moltiplicazione 8×8. Cane addestrato ovviamente a rubare, ma che finisce sempre per combinare qualche guaio a spese dei Bassotti (Nonno Bassotto compreso) per il suo insaziabile appetito. Compare per la prima volta nella storia Zio Paperone e le bande rivali (1964), scritta da Pier Carpi e disegnata da Giovan Battista Carpi.
- Esistono infine anche tre nipotini dei Bassotti, i Bassottini (Beagle Brats), che recano i numeri 01, 02 e 03. Spesso sono entrati in contrasto con Qui Quo Qua e tutto il corpo delle Giovani Marmotte, e compaiono per la prima volta nella storia Maga Magò e l'istinto materno, scritta da un autore ignoto e disegnata da Tony Strobl (1965)
- Bassotto 000 si dice sia la pecora nera della famiglia, non ha mai effettuato una rapina in vita sua ed entrò a far parte del corpo delle forze armate, diventando poi un giudice legale (clemente per chi si mostra pentito)

### Nonno Bassotto
Nonno Bassotto (in lingua originale Grandpa Beagle), che esordì nella storia di Barks Zio Paperone e il pozzo dei dollari (1958) è il nonno dei Bassotti e uno degli acerrimi nemici di Paperone, e farebbe qualsiasi cosa pur di rubargli tutto il denaro. È identico ai nipoti, fatta eccezione per la barba che gli copre il muso. È stato sviluppato come personaggio dagli autori italiani, che presero a inserirlo frequentemente nelle storie dagli anni '60, e poco a poco lo caratterizzarono come vera mente della banda. Nelle storie in cui appare lui è il leader e a volte tratta in maniera dura e autoritaria i suoi nipoti in una sorta di parallelismo di ciò che fa Paperone nei confronti di Paperino. Non risparmia qualche bel pugno in testa ai nipoti ogniqualvolta qualcuno dice una stupidaggine oppure tira loro qualsiasi oggetto ingombrante che gli capita sottomano.
Nonno Bassotto non compare sempre nelle storie dove i Bassotti cercano di derubare Paperone. Nella sua storia d'esordio, Nonno Bassotto è indicato col numero di matricola 186-802, e lo stesso numero compare anche nelle storie di Don Rosa. Nelle storie italiane è identificato invece con la scritta GRAZIA, invece di avere un numero di matricola come i nipoti, perché è l'unico, in passato, ad aver ottenuto la grazia da parte dello Stato per buona condotta e ad essere stato rilasciato dal carcere di Sing-Song poco prima di evadere. È la mente dell'intero clan. 

#### Interpretazione di Don Rosa
Nella Saga di Paperon de' Paperoni, Don Rosa ha fuso il personaggio di Nonno Bassotto con Capitan Bassotto Cuornero (Blackheart Beagle), capostipite della famiglia, ideato da Barks per la storia Zio Paperone e la gara sul fiume, che il giovane Paperone conobbe sul Mississippi quando arrivò in America nel lontano 1880 quando aveva solo 13 anni. A quell'epoca era conosciuto come "Capitan Bassotto" ed era a capo di una banda di ladri fluviali formata dai suoi tre figli (dei quali lui stesso non ricorda più i nomi, ma solo le matricole, 176-617, 176-716 e 176-167), assoldati dal lestofante Porcello Suinello per ostacolare Paperone e suo zio Manibuche de' Paperoni. Il piano tuttavia fallì, e i quattro vennero arrestati. Usciti di prigione, i Bassotti tentarono di rubare un carico d'oro che il giovane Paperone si era incaricato di trasportare, ma anche in tal caso per la Banda di Capitan Bassotto le cose non andarono bene.
Un nuovo scontro con Paperone si ebbe nel 1902 quando il futuro multi-multi-miliardario si trasferì a Paperopoli con le sorelle Matilda e Ortensia. I Bassotti riuscirono quasi a derubarlo, ma furono coinvolti loro malgrado nella battaglia della Collina Ammazzamotori e quindi arrestati dal presidente degli Stati Uniti in persona, Theodore Roosevelt, a capo di un imponente esercito formato dalla United States Navy, dai Marines e dalle Giovani Marmotte.
Infine Nonno Bassotto appare anche nell'ultimo capitolo della saga (ambientato nel 1947) dove tenta ancora una volta di derubare un ottantenne Paperone aiutato dai suoi nipoti ma alla fine il magnate, con l'aiuto di Paperino e Qui, Quo e Qua, riesce a sconfiggerlo e a recuperare tutto il suo denaro.

## Versione animata
I Bassotti fanno la loro prima apparizione nei cartoni animati all'interno della Camminata Disney, sigla animata realizzata da Romano Scarpa nel 1982 per il programma Topolino show.
Nella serie animata DuckTales, i Bassotti presentano delle caratteristiche fisiche e caratteriali diverse tra loro. Ciascun componente della banda ha un nome (a volte diverso a seconda della traduzione italiana) che finisce quasi sempre con il suffisso bass e che nella maggior parte dei casi è anche indicativo delle peculiarità del singolo bassotto. I principali sono: Picobass, di bassa statura ma intelligente, Burgerbass, piuttosto grassoccio, risulta poco intelligente e molto goloso, Boxybass, nerboruto e impulsivo, Bambabass, dall’aspetto sempre trasandato, insieme a Burgerbass è il meno intelligente del gruppo, Bancobass, il più alto e muscoloso, che svolge il ruolo di leader in assenza Picobass, Bebop, che balla sempre a ritmo di musica inesistente, e Numero Uno, dall’aspetto di un ragazzino, e non molto intelligente. Il gruppo è capitanato da MaBass, la madre di tutti i Bassotti, intelligente e astuta stratega. Nell'episodio 79, Le brave mammine appaiono tre cugine dei Bassotti (la Banda Bassotte) formate da BabyDoll, BumBum e Bouffant.
Appaiono come antagonisti nel corto Pippo e lo sport in Calciomania. E dopo DuckTales, appaiono in cameo nell'episodio "Dalla missione alla pensione" dello spin-off Darkwing Duck, insieme ad Amelia e Cuordipietra Famedoro.
Appaiono anche come antagonisti secondari nel film animato Topolino, Paperino, Pippo: I tre moschettieri e nel videogioco Kingdom Hearts 3D: Dream Drop Distance, insieme a Pietro Gambadilegno, il capitano dei moschettieri. Appariranno tra gli antagonisti della serie remake di DuckTales - Avventure di paperi, DuckTales, uscito nell'estate 2017 su Disney XD.

## Influenza nella cultura di massa
Negli anni ottanta un gruppo musicale di genere rock-ska di Roma, probabilmente in omaggio agli avversari di Paperone, decide di assumere il nome di Banda Bassotti.
Nell'edizione svedese del libro Uomini che odiano le donne c'è un riferimento ai Bassotti (chiamati "Björnligan").